# Copa de Campeones Femenina de la Concacaf 2024-25
La Copa de Campeones Femenina de la Concacaf 2024-25 (denominada oficialmente como Copa de Campeones W de Concacaf 2024/25) fue la 1.ª edición de la competición de clubes femeninos de fútbol de la Concacaf.
El 12 de marzo de 2024 la Concacaf anunció la creación de la competición, la cual dio comienzo en agosto de 2024. La primera edición está integrada por once clubes de siete países del área: Canadá, Costa Rica, El Salvador, Estados Unidos, Jamaica, México y Panamá.

## Formato
La ronda preliminar fue disputada por los clubes representativos de Canadá y El Salvador, los cuales jugaron una eliminatoria para conseguir la última plaza para la fase de grupos, esto se llevó a cabo en un partido que fue celebrado en la sede del equipo ganador del sorteo.
Los diez equipos participantes en la fase de grupos fueron repartidos en dos grupos de cinco clubes cada uno, cada equipo jugará cuatro partidos, dos como local y dos en calidad de visitante, por lo que únicamente será disputada una vuelta. Los dos mejores equipos de cada sector avanzarán a la ronda final, conocida como "Final Tour".
La ronda final será disputada por los cuatro equipos, los cuales jugarán semifinales, y dependiendo de su resultado pasarán a disputar el partido por el tercer lugar o la final. Esta etapa será jugada en un lugar centralizado durante el mes de mayo de 2025. Está previsto que este torneo funja como clasificatorio del área para el futuro mundial de clubes femenino de la FIFA.

### Criterios de desempate
Los equipos que participan en la fase de grupos se clasifican según sus puntos (3 puntos por victoria, 1 punto por empate, 0 puntos por derrota). Si dos o más equipos tienen el mismo número de puntos, se aplicarán los siguientes criterios de desempate, en el orden indicado, para determinar sus clasificaciones:
1. Diferencia de goles.
2. Goles anotados.
3. Enfrentamientos directos entre equipos empatados.
4. Diferencia de goles en enfrentamientos directos entre equipos empatados.
5. Goles anotados en enfrentamientos directos entre equipos empatados.
6. Menor número de puntos disciplinarios (tarjeta amarilla, 1 punto; doble tarjeta amarilla, tres puntos; tarjeta roja directa, 4 puntos; tarjeta roja después de una tarjeta amarilla, 5 puntos).
7. Sorteo.

## Distribución de cupos
| Ronda                       | Equipos participantes en esta ronda                                                                                     | Equipos clasificados de la ronda previa                                      |
| --------------------------- | --- | ---------------------------------------------------------------------------- |
| Ronda previa (2 equipos)    | - 1 equipo de Canadá - 1 equipo de El Salvador                                                                          | –                                                                            |
| Fase de grupos (10 equipos) | - 1 equipo de Costa Rica - 3 equipos de Estados Unidos - 1 equipo de Jamaica - 3 equipos de México - 1 equipo de Panamá | - 1 ganador de la ronda previa                                               |
| Fase final (4 equipos)      | – | - 2 ganadores de la fase de grupos - 2 segundos lugares de la fase de grupos |

## Calendario
El calendario aprobado por la Concacaf es el siguiente:
| Fase            | Ronda                       | Fecha de partidos             |
| --------------- | --------------------------- | ----------------------------- |
| Clasificación   | Ronda previa                | 15 de agosto de 2024          |
| Fase de egrupos | Jornada 1                   | 20 al 22 de agosto de 2024    |
| Fase de egrupos | Jornada 2                   | 4 y 5 de septiembre de 2024   |
| Fase de egrupos | Jornada 3                   | 18 y 19 de septiembre de 2024 |
| Fase de egrupos | Jornada 4                   | 1 al 3 de octubre de 2024     |
| Fase de egrupos | Jornada 5                   | 15 al 17 de octubre de 2024   |
| Fase final      | Semifinales                 | 22 de mayo de 2025            |
| Fase final      | Partido por el tercer lugar | 24 de mayo de 2025            |
| Fase final      | Final                       | 24 de mayo de 2025            |

## Equipos participantes
Todos los equipos son debutantes en la competición.
| País o Región                     | Equipo                                      | Vía de clasificación |
| --------------------------------- | ------------------------------------------- | --- |
| Canadá 1 cupo a ronda previa      | Whitecaps FC Girls Elite                    | Campeón del campeonato interprovincial League1 Canada 2023 |
| Costa Rica 1 cupo                 | Alajuelense                                 | Campeón de los torneos Apertura y Clausura 2023 de la Primera División Femenina de Costa Rica                                                                                               |
| El Salvador 1 cupo a ronda previa | Alianza Women                               | Campeón de los torneos Apertura 2023 y Clausura 2024 de la Primera División Femenina de El Salvador                                                                                         |
| Estados Unidos 3 cupos            | NJ/NY Gotham San Diego Wave Portland Thorns | Campeón de la National Women's Soccer League 2023 Ganador de la National Women's Soccer League 2023 Shield Subcampeón de la National Women's Soccer League 2023 Shield                      |
| Jamaica 1 cupo                    | Frazsiers Whip                              | Campeón de la Jamaica Women's Premier League 2022-23 |
| México 3 cupos                    | Tigres UANL Monterrey América               | Campeón del Torneo Apertura 2023 de la Liga MX Femenil Campeón del Torneo Clausura 2024 de la Liga MX Femenil Subcampeón de los torneos Apertura 2023 y Clausura 2024 de la Liga MX Femenil |
| Panamá 1 cupo                     | Santa Fe                                    | Campeón del Torneo Apertura 2024 Liga de Fútbol Femenino |

### Localidad de los equipos
Distribución geográfica de las sedes de los equipos ya clasificados.

## Ronda preliminar
- Los horarios corresponden al huso horario EDT (UTC-4).

| 15 de agosto de 2024, 20:00                          | Alianza Women | 0:1 (0:1) | Whitecaps FC Girls Elite | Estadio Cuscatlán, San Salvador, El Salvador |                         |
|                                                      |               | Reporte   | Wong 25'                 | Árbitra: Crystal Sobers                      | Árbitra: Crystal Sobers |
| Whitecaps FC Girls Elite avanzó a la fase de grupos. |               |           |                          |                                              |                         |

## Sorteo
El sorteo de la fase de grupos se realizó el 6 de junio de 2024 a las 20:00 (UTC -4) en la sede de la Concacaf, ubicada en Miami, Florida, Estados Unidos. Los equipos se dividieron en seis bombos de dos equipos, sin embargo, el primer bombo fue utilizado para determinar al equipo local en la ronda previa, por lo que el ganador de esta etapa también fue incluido en el bombo seis.
| Bombo 1                                                  | Bombo 2                                       | Bombo 3                                       | Bombo 4                             | Bombo 5                                | Bombo 6                                            |
| -------------------------------------------------------- | --------------------------------------------- | --------------------------------------------- | ----------------------------------- | -------------------------------------- | -------------------------------------------------- |
| - Whitecaps FC Girls Elite (CAN1) - Alianza Women (SLV1) | - NJ/NY Gotham (USA1) - San Diego Wave (USA2) | - Portland Thorns (USA3) - Tigres UANL (MEX1) | - Monterrey (MEX2) - América (MEX3) | - Alajuelense (CRC1) - Santa Fe (PAN1) | - Frazsiers Whip (JAM1) - Ganador Ronda preliminar |

## Fase de grupos

### Grupo A
| Pos. | Equipo         | Pts. | PJ | G | E | P | GF | GC | Dif. | Clasificación |
| ---- | -------------- | ---- | -- | - | - | - | -- | -- | ---- | ------------- |
| 1    | Tigres UANL    | 10   | 4  | 3 | 1 | 0 | 18 | 6  | +12  | Fase final    |
| 2    | NJ/NY Gotham   | 8    | 4  | 2 | 2 | 0 | 21 | 4  | +17  | Fase final    |
| 3    | Monterrey      | 7    | 4  | 2 | 1 | 1 | 8  | 4  | +4   |               |
| 4    | Alajuelense    | 3    | 4  | 1 | 0 | 3 | 6  | 10 | −4   |               |
| 5    | Frazsiers Whip | 0    | 4  | 0 | 0 | 4 | 1  | 30 | −29  |               |

Actualizado a los partidos jugados el 18 de octubre de 2024.
 Fuente: CONCACAF W Champions Cup

#### Partidos
- Los horarios corresponden al huso horario EDT (UTC-4).

| 20 de agosto de 2024, 20:00 | Alajuelense                                        | 5:0 (0:0) | Frazsiers Whip | Estadio Alejandro Morera Soto, Alajuela |                             |
|                             | Coto 60' · Mills 62' · Rangel 65' · Mesen 77', 81' | Reporte   |                | Árbitro(s): Karen Hernández             | Árbitro(s): Karen Hernández |

| 22 de agosto de 2024, 21:00 | Tigres UANL                                          | 4:0 (3:0) | Monterrey | Estadio Universitario, San Nicolás de los Garza |                                |
|                             | Reyes 23' · Hermoso 32' · Kgatlana 45+' · Ferral 71' | Reporte   |           | Árbitro(s): Ekaterina Koroleva                  | Árbitro(s): Ekaterina Koroleva |

| 5 de septiembre de 2024, 20:00 | Alajuelense | 0:4 (0:3) | NJ/NY Gotham                                                | Estadio Alejandro Morera Soto, Alajuela |                         |
|                                |             | Reporte   | González 3' · Stengel 31' · Nighswonger 45+1' · Sheehan 54' | Árbitro(s): Merlín Soto                 | Árbitro(s): Merlín Soto |

| 5 de septiembre de 2024, 22:00 | Monterrey                                                 | 5:0 (2:0) | Frazsiers Whip | Estadio BBVA, Guadalupe |                         |
|                                | García 15' · Cázares 32' · Restrepo 51', 66' · Bernal 87' | Reporte   |                | Árbitro(s): Deily Gómez | Árbitro(s): Deily Gómez |

| 18 de octubre de 2024, 20:00 | Frazsiers Whip | 1:7 (0:3) | Tigres UANL                                                                     | National Stadium, Kingston |                           |
|                              |                | Reporte   | Dias 6' · Seica 14' · Kgatlana 23' · González 60' · Cruz 62' · Mayor 81', 90+8' | Árbitro(s): Vimarest Díaz  | Árbitro(s): Vimarest Díaz |

| 19 de septiembre de 2024, 19:00 | NJ/NY Gotham | 0:0     | Monterrey | Red Bull Arena, Harrison    |                             |
|                                 |              | Reporte |           | Árbitro(s): Odette Hamilton | Árbitro(s): Odette Hamilton |

| 2 de octubre de 2024, 20:00 | Frazsiers Whip | 0:13 (0:4) | NJ/NY Gotham | National Stadium, Kingston  |                             |
|                             |                | Reporte    | Ryan 13', 18', 90+2' · Freeman 39' · Kizer 45+5' · Nighswonger 47' · Torres 52', 53' · Williams 82', 86', 90+3' · Silva 84' · Able 85' | Árbitro(s): Amairany García | Árbitro(s): Amairany García |

| 3 de octubre de 2024, 21:00 | Tigres UANL                          | 3:1 (1:1) | Alajuelense | Estadio Universitario, San Nicolás de los Garza |                              |
|                             | Dias 33' · Reyes 61' · Rodríguez 65' | Reporte   | Varela 21'  | Árbitro(s): Mayary Cartagena                    | Árbitro(s): Mayary Cartagena |

| 16 de octubre de 2024, 20:00 | NJ/NY Gotham                                        | 4:4 (3:3) | Tigres UANL                           | Red Bull Arena, Harrison   |                            |
|                              | Zerboni 4' · González 21' · Sheehan 42' · López 71' | Reporte   | Mayor 6' · Dias 15', 25' · Ovalle 60' | Árbitro(s): Astrid Gramajo | Árbitro(s): Astrid Gramajo |

| 17 de octubre de 2024, 21:00 | Monterrey                    | 3:0 (0:0) | Alajuelense | Estadio BBVA, Guadalupe    |                            |
|                              | García 53', 57' · Bernal 81' | Reporte   |             | Árbitro(s): Alyssa Nichols | Árbitro(s): Alyssa Nichols |

### Grupo B
| Pos. | Equipo                   | Pts. | PJ | G | E | P | GF | GC | Dif. | Clasificación |
| ---- | ------------------------ | ---- | -- | - | - | - | -- | -- | ---- | ------------- |
| 1    | América                  | 9    | 4  | 3 | 0 | 1 | 14 | 3  | +11  | Fase final    |
| 2    | Portland Thorns          | 9    | 4  | 3 | 0 | 1 | 13 | 5  | +8   | Fase final    |
| 3    | San Diego Wave           | 9    | 4  | 3 | 0 | 1 | 7  | 3  | +4   |               |
| 4    | Whitecaps FC Girls Elite | 3    | 4  | 1 | 0 | 3 | 2  | 16 | −14  |               |
| 5    | Santa Fe                 | 0    | 4  | 0 | 0 | 4 | 2  | 11 | −9   |               |

Actualizado a los partidos jugados el 18 de octubre de 2024.
 Fuente: CONCACAF W Champions Cup

#### Partidos
- Los horarios corresponden al huso horario EDT (UTC-4).

| 20 de agosto de 2024, 22:00 | Santa Fe | 0:2 (0:1) | San Diego Wave          | Estadio Rommel Fernández, Ciudad de Panamá |                            |
|                             |          | Reporte   | Sánchez 2' · McNabb 64' | Árbitro(s): Astrid Gramajo                 | Árbitro(s): Astrid Gramajo |

| 21 de agosto de 2024, 19:00 | América                                                                                             | 7:0 (4:0) | Whitecaps FC Girls Elite | Estadio de la Ciudad de los Deportes, Ciudad de México |                           |
|                             | Luebbert 20' · Hernández 25' · Palacios 26' · Camberos 31' · Guerrero 50' · Aviléz 73' · Zuazua 85' | Reporte   |                          | Árbitro(s): Natalie Simon                              | Árbitro(s): Natalie Simon |

| 4 de septiembre de 2024, 20:00 | Santa Fe    | 1:2 (0:1) | Whitecaps FC Girls Elite | Estadio Universidad Latina, Ciudad de Panamá |                            |
|                                | Murillo 85' | Reporte   | Ziff 34' · Reed 78'      | Árbitro(s): Priscila Pérez                   | Árbitro(s): Priscila Pérez |

| 4 de septiembre de 2024, 22:00 | Portland Thorns                | 3:1 (2:0) | América      | Providence Park, Portland   |                             |
|                                | Sinclair 13', 28' · Turner 52' | Reporte   | Guerrero 53' | Árbitro(s): Myriam Marcotte | Árbitro(s): Myriam Marcotte |

| 18 de septiembre de 2024, 22:00 | San Diego Wave        | 3:2 (0:1) | Portland Thorns        | Snapdragon Stadium, San Diego |                         |
|                                 | Sánchez 67', 69', 85' | Reporte   | Smith 25' · Turner 54' | Árbitro(s): Merlin Soto       | Árbitro(s): Merlin Soto |

| 19 de septiembre de 2024, 21:00 | América                                                  | 5:0 (2:0) | Santa Fe | Estadio de la Ciudad de los Deportes, Ciudad de México |                             |
|                                 | Luna 27' · Luebbert 43' · Palacios 52', 57' · Valdez 70' | Reporte   |          | Árbitro(s): Marianela Araya                            | Árbitro(s): Marianela Araya |

| 1 de octubre de 2024, 21:30 | Whitecaps FC Girls Elite | 0:2 (0:0) | San Diego Wave       | Estadio BC Place, Vancouver |                          |
|                             |                          | Reporte   | Torpey 59' · Ali 67' | Árbitro(s): Aranza Quero    | Árbitro(s): Aranza Quero |

| 1 de octubre de 2024, 22:30 | Portland Thorns             | 2:1 (1:0) | Santa Fe    | Providence Park, Portland       |                                 |
|                             | D'Aquila 10' · Linnehan 64' | Reporte   | Márquez 82' | Árbitro(s): Carly Shaw-Maclaren | Árbitro(s): Carly Shaw-Maclaren |

| 15 de octubre de 2024, 22:00 | Whitecaps FC Girls Elite | 0:6 (0:2) | Portland Thorns                                                               | Estadio BC Place, Vancouver  |                              |
|                              |                          | Reporte   | D'Aquila 22', 38' · Linnehan 54' · Spaanstra 58' · Sinclair 85' · Reyes 90+5' | Árbitro(s): Francia González | Árbitro(s): Francia González |

| 16 de octubre de 2024, 22:00 | San Diego Wave | 0:1 (0:0) | América      | Snapdragon Stadium, San Diego |                            |
|                              |                | Reporte   | Luebbert 59' | Árbitro(s): Crystal Sobers    | Árbitro(s): Crystal Sobers |

## Fase final
En la fase final, si un partido está empatado al final del tiempo reglamentario, se juega una prórroga (dos periodos de 15 minutos cada uno). Si sigue empatado después de la prórroga, el partido se decide mediante una tanda de penales . El 26 de diciembre de 2024, la CONCACAF anunció que el Estadio Universitario en San Nicolás de los Garza, México, albergaría la fase final del torneo.

### Cuadro
|  | Semifinales                                | Semifinales |                                            |   | Final | Final |
|  |                                            |             |                                            |   |       |       |
|  | 21 de mayo de 2025 – Estadio Universitario |             |                                            |   |       |       |
|  |                                            |             |                                            |   |       |       |
|  | Tigres UANL                                | 2           |                                            |   |       |       |
|  | Tigres UANL                                | 2           | 24 de mayo de 2025 – Estadio Universitario |   |       |       |
|  | Portland Thorns                            | 0           |                                            |   |       |       |
|  | Portland Thorns                            | 0           | Tigres UANL                                | 0 |       |       |
|  | 21 de mayo de 2025 – Estadio Universitario |             | Tigres UANL                                | 0 |       |       |
|  |                                            | Gotham      | 1                                          |   |       |       |
|  | América                                    | Gotham      | 1                                          | 1 |       |       |
|  | América                                    |             |                                            | 1 |       |       |
|  | Gotham                                     | 3           |                                            |   |       |       |
|  | Gotham                                     | 3           | Partido por el tercer puesto               |   |       |       |
|  |                                            |             |                                            |   |       |       |
|  | 24 de mayo de 2025 – Estadio Universitario |             |                                            |   |       |       |
|  |                                            |             |                                            |   |       |       |
|  | América                                    | 0           |                                            |   |       |       |
|  | América                                    | 0           |                                            |   |       |       |
|  | Portland Thorns                            | 3           |                                            |   |       |       |

### Semifinales
| 21 de mayo de 2025, 19:30 | América      | 1:3 (1:3) | Gotham                                       | Estadio Universitario, San Nicolás de los Garza |                          |
|                           | Guerrero 38' | Reporte   | Geyse 21' · Purce 30' (pen.) · Gutiérrez 33' | Árbitra: Odette Hamilton                        | Árbitra: Odette Hamilton |

| 21 de mayo de 2025, 22:30 | Tigres UANL               | 2:0 (2:0) | Portland Thorns | Estadio Universitario, San Nicolás de los Garza |                              |
|                           | Farmer 10' · Kgatlana 27' | Reporte   |                 | Árbitra: Carly Shaw-MacLaren                    | Árbitra: Carly Shaw-MacLaren |

### Tercer lugar
| 24 de mayo de 2025, 17:00 | América | 0:3 (0:1) | Portland Thorns                          | Estadio Universitario, San Nicolás de los Garza |                         |
|                           |         | Reporte   | Tordin 45' · Linnehan 52' · Moultrie 81' | Árbitra: Astrid Gramajo                         | Árbitra: Astrid Gramajo |

### Final
| 24 de mayo de 2025, 20:00 | Tigres UANL | 0:1 (0:0) | Gotham       | Estadio Universitario, San Nicolás de los Garza |                          |
|                           |             | Reporte   | González 82' | Árbitra: Marianela Araya                        | Árbitra: Marianela Araya |

|                            |
| Bandera de Estados Unidos  |
| Campeón Gotham 1.er título |

## Goleadoras
Fecha de actualización: 25 de mayo de 2025
| Pos. | Jugadora           | Club               | Goles |
| ---- | ------------------ | ------------------ | ----- |
| =1   | Ana Dias           | Tigres UANL        | 4     |
| =1   | María Sánchez      | San Diego Wave     | 4     |
| =3   | Izzy D'Aquila      | Portland Thorns FC | 3     |
| =3   | Lucía García       | Monterrey          | 3     |
| =3   | Esther González    | NJ/NY Gotham FC    | 3     |
| =3   | Irene Guerrero     | América            | 3     |
| =3   | Thembi Kgatlana    | Tigres UANL        | 3     |
| =3   | Sarah Luebbert     | América            | 3     |
| =3   | Stephany Mayor     | Tigres UANL        | 3     |
| =3   | Kiana Palacios     | América            | 3     |
| =3   | Yazmeen Ryan       | NJ/NY Gotham FC    | 3     |
| =3   | Christine Sinclair | Portland Thorns FC | 3     |
| =3   | Lynn Williams      | NJ/NY Gotham FC    | 3     |

## Premios y reconocimientos
| Premio               |  | Jugadora        | Equipo          |
| -------------------- |  | --------------- | --------------- |
| Balón de Oro         |  | Esther González | Gotham FC       |
| Bota de Oro          |  | Ana Dias        | Tigres UANL     |
| Guante de Oro        |  | Itzel González  | Tigres UANL     |
| Mejor jugadora joven |  | Olivia Moultrie | Portland Thorns |

| Premio                                | Equipo  |
| ------------------------------------- | ------- |
| Premio al Juego Limpio de la Concacaf | América |